# Royaume d'Alodie
IVe siècle – 1504
Entités précédentes :
- Royaume de Méroé

Entités suivantes :
- Sultanat de Sennar

L'Alodie, également connue sous les noms d'Alodia, Aloua (en grec : Aρουα, Aroua - arabe : علوة, ʿAlwa) est un royaume médiéval de Nubie. Sa capitale était la cité de Soba, à la confluence entre le Nil Bleu et le Nil Blanc, près de l'actuelle ville de Khartoum. L'Alodie était, avec la Makurie et la Nobatie, l'un des trois royaumes nubiens - le plus méridional - qui ont émergé après la chute du royaume de Méroé, lequel a dominé la région de 800 av. J.-C. à l'an 350.
Mentionné pour la première fois dans les textes historiques en 569, le royaume d'Alodie fut le dernier des trois royaumes nubiens à adopter le christianisme dans sa forme monophysite copte, vers 580. Au VIIe siècle, la conquête de l'Égypte par les armées musulmanes coupe la Nubie du reste de la chrétienté. En 651, la zone est envahie par une armée arabe, mais celle-ci est repoussée et un traité connu sous le nom de Baqt est signé, qui instaure une paix relative entre les deux parties. Cette paix durera jusqu'au XIIIe siècle, lorsque les Musulmans conquièrent le pays, inaugurant la conversion des habitants à l'islam.
L'Alodie n'est cependant pas concernée par le traité du Baqt et cet état multiculturel et commerçant atteint son apogée entre le IXe et le XIIe siècle, avant de décliner. Au XIVe siècle, le pays est probablement ravagé par la peste, tandis que les tribus arabes commencent à migrer dans la haute vallée du Nil. Vers 1500, la capitale, Soba, est conquise militairement ce qui entraîne la fin du royaume. Après la destruction de Soba, les Funj ont établi le sultanat de Sennar, marquant ainsi le début d'une période d'islamisation et d'arabisation.

## Sources

### Littéraires
Le royaume d'Alodie est, de loin, le moins étudié des trois royaumes médiévaux de la Nubie.
La plupart des connaissances à son sujet proviennent d'une poignée d'historiens arabes médiévaux. Les plus importants d'entre eux sont les géographes islamiques al-Yaqubi, du IXe siècle, Ibn Hawqal et Ibn Selim el-Aswani, du Xe siècle, qui ont tous deux visité le pays, ainsi que le prêtre copte du XIIe siècle Abū al-Makārim,. Les événements autour de la christianisation du royaume au VIe siècle ont été décrits par l'évêque contemporain Jean d'Éphèse et diverses sources soudanaises post-médiévales parlent de sa chute.

### Archéologiques
Bien que de nombreux sites archéologiques soient connus, seule la capitale, Soba, a fait l’objet de fouilles approfondies. Certaines parties du site ont été découvertes au début des années 1950 et de nouvelles fouilles ont eu lieu dans les années 1980 et 1990. Un nouveau projet de recherche multidisciplinaire devrait débuter à la fin de 2019. Soba a une superficie d'environ 2,75 km2 et est recouverte de nombreux monticules de moellons de brique appartenant à des structures monumentales, ainsi, plusieurs églises, un palais, des cimetières et de nombreuses petites découvertes.

## Étendue géographique

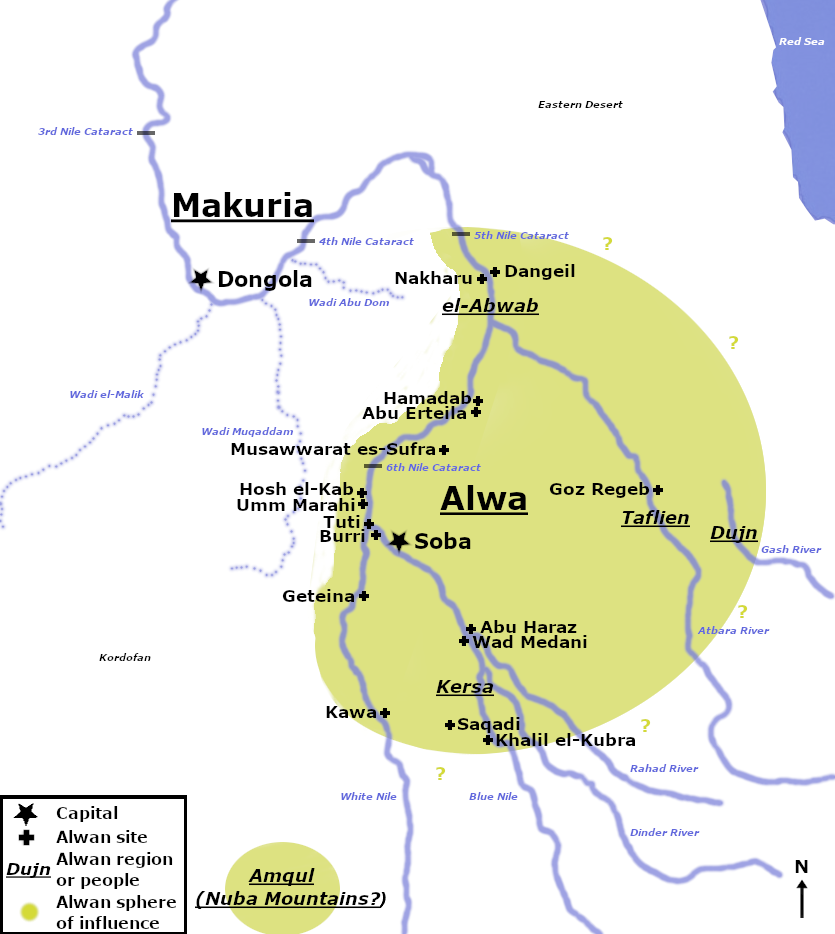
Extension maximale de l'Alodia selon Ibn Hawqal au Xe siècle

Le royaume d'Alodie était situé en Nubie, une région qui, au Moyen Âge, s'étendait d'Assouan, dans le sud de l'Égypte, à un point indéterminé au sud de la confluence des Nils Blanc et Bleu, Le cœur du royaume était la Gezira, une plaine fertile délimitée par le Nil Blanc à l'ouest et le Nil Bleu à l'est. La vallée du Nil Bleu est riche en sites archéologiques, parmi lesquels la ville de Soba, au contraire de celle du Nil Blanc. Les limites du royaume au sud ne sont pas claires, mais les sites archéologiques les plus méridionaux se trouvent à proximité de Sennar.
À l'ouest du Nil Blanc, Ibn Hawqal indique qu'Al-Jeblien qui correspondait probablement avec le Kordofan du Nord était contrôlé par le royaume de Makurie et qu'Al-Ahdin, identifié aux Monts Nouba était sous contrôle Alodiens, ce contrôle s'exerçait peut-être aussi loin au sud que le Jebel al Liri, près de la frontière moderne avec le Soudan du Sud.
La région nord du royaume s'étendait probablement du confluent des deux Nils à Abou Hamad, près de l'île Mograt. Abou Hamad était probablement l'avant-poste septentrional du royaume connu sous le nom d'al-Abwab (« les portes »). Certains spécialistes suggèrent cependant pour cet avant-poste, un emplacement plus au sud, plus proche de la rivière Atbara. Aucune preuve d'un établissement majeur n'a été découverte au nord du confluent des deux Nils, bien que plusieurs forts y aient été recensés. Les récits d'Ibn Hawqal et d'Al-Aswani suggèrent que le royaume d'Alodie contrôlait également le désert le long de la côte de la mer Rouge.

## Histoire

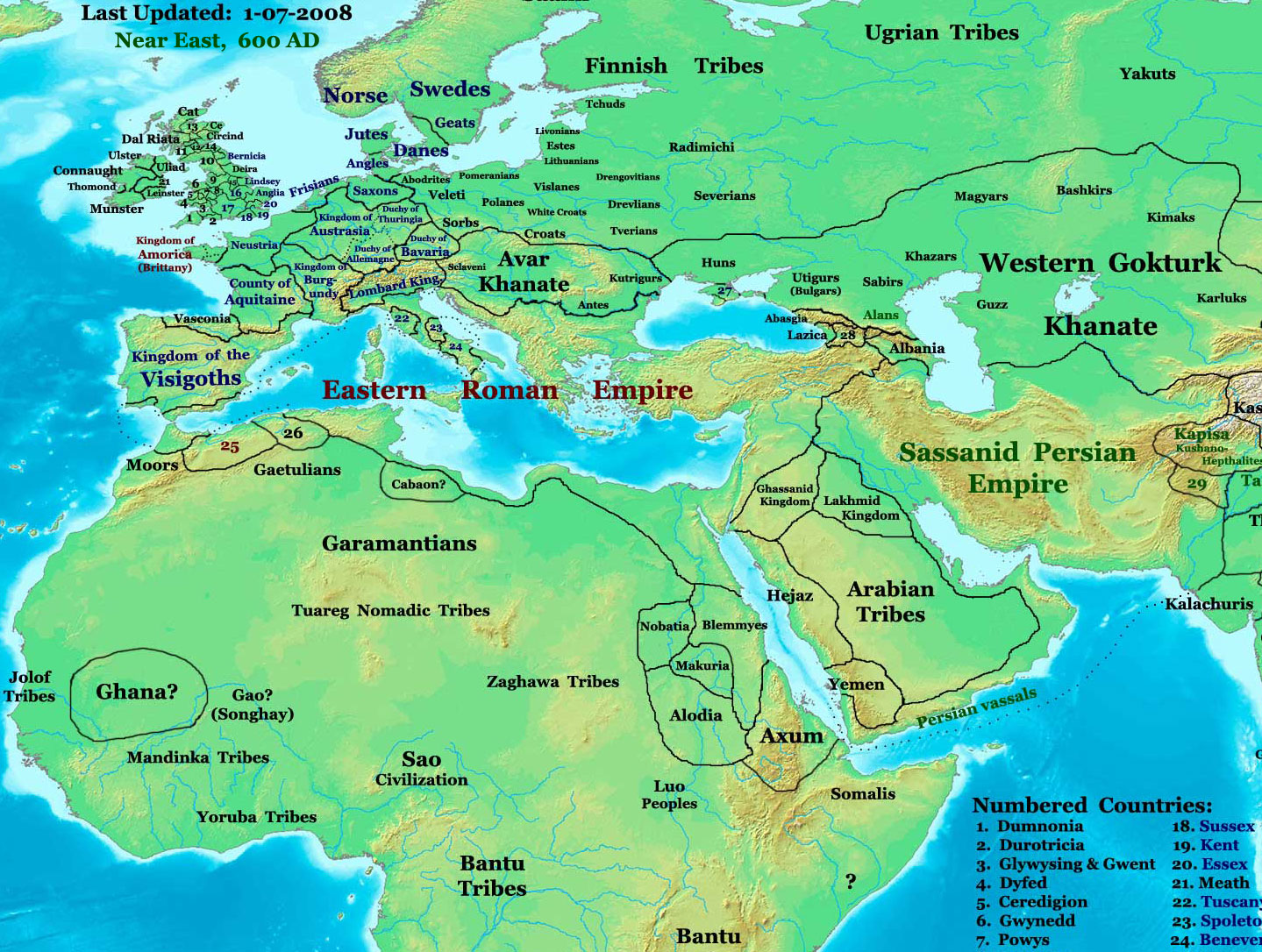
L'Alodie en l'an 600, au sud de l'Égypte, alors province de l'Empire romain d'orient.

### Origine
Le nom du royaume, Alodie, apparait peut-être sous la forme Alut sur une stèle kouchite de la fin du IVe siècle avant notre ère. Il apparaît à nouveau sous la forme nom d'Alwa sur une liste de villes koushites de l'écrivain romain Pline l'Ancien (Ier siècle). Selon lui, elle se trouverait au sud de Méroé. Une autre ville nommée Alwa est mentionnée dans une inscription aksoumite du IVe siècle, et serait située cette fois près du confluent du Nil et de l'Atbara.
C'est vers 350 que s'effondre le royaume de Méroé, dernier avatar de la culture koushite, possiblement en raison de déplacements de population. Ces déplacement auraient provoqué des conflits entre nouveaux arrivants, Koushites de Méroé, et le royaume d'Aksoum. De ces événements dont la séquence est mal définie sont issus trois royaumes qui succèdent au royaume de Méroé, les royaumes de Nobatie, de Makurie et d'Alodie. La formation de l'Alodie est achevée au VIe siècle, période ou il commence à apparaître dans les textes. En 569, le royaume d'Alodia est mentionné pour la première fois. Jean d'Éphèse le décrit comme un royaume à l'aube de la christianisation. Indépendamment de Jean d'Éphèse, l’existence du royaume est également confirmée par un document grec datant de la fin du VIe siècle, émanant de l’Égypte byzantine et décrivant la vente d’une esclave alodienne.

### Christianisation et apogée
Le récit de Jean d'Ephèse décrit en détail les événements relatifs à la christianisation du royaume. L'Alodie, le plus méridional de trois royaumes nubiens, a été le dernier à se convertir au christianisme. Selon le témoignage de Jean, le roi d'Alodie, averti de la conversion de la Nobatie en 543, lui demande d'envoyer un évêque afin de baptiser également son peuple. La demande fut acceptée en 580, entraînant le baptême du roi, de sa famille et de la noblesse locale. Ainsi, le royaume d'Alodie rejoignit le monde chrétien sous le patriarcat copte d'Alexandrie. Après la conversion, il est probable que plusieurs temples païens, comme celui de Musawwarat es-Sufra, aient été convertis en églises. Néanmoins, malgré la conversion de la noblesse, il est probable que la christianisation de la population rurale se soit déroulée lentement, voire que la population rurale soit demeurée païenne.
Entre 639 et 641, les Arabes musulmans font la conquête de l’Égypte, la retirant du contrôle de l’empire byzantin. Le royaume de Makurie, qui à cette époque était unifiée avec la Nobatie, a résisté à deux invasions musulmanes subséquentes, l'une en 641/642 et l'autre en 652. Au terme de ces combats, la Makurie et les Arabes sont convenus de signer le Baqt, un traité de paix comprenant un échange annuel de cadeaux et nombre de réglementations socio-économiques entre Arabes et Nubiens. L'Alodie est alors explicitement mentionnée dans le traité comme n'étant pas concernée par celui-ci. Alors que les Arabes n’ont pas réussi à conquérir la Nubie, ils ont commencé à s’installer le long de la côte ouest de la mer Rouge. Ils ont fondé les villes portuaires d'Aydhab et de Badi au VIIe siècle et Suakin, mentionnées pour la première fois au Xe siècle. À partir du IXe siècle, ils ont poussé plus loin à l'intérieur des terres, s'installant parmi les Beja à travers le désert oriental.
L'archéologie suggère que la capitale du royaume d'Alodie, Soba, connait son développement maximum entre le IXe et le XIIe siècle. Au IXe siècle, l'Alodie fut décrite pour la première fois par l'historien arabe al-Yaqubi. Selon son court récit, il s'agit du plus puissant des royaumes nubiens, un pays nécessitant trois mois pour le traverser. Il a également déclaré que les musulmans s'y rendaient occasionnellement.
Un siècle plus tard, au milieu du Xe siècle, le voyageur et historien Ibn Hawqal a visité le pays, ce qui lui a permis de faire le compte-rendu le plus complet du royaume. Il en a décrit la géographie et le peuple avec beaucoup de détails, donnant l'impression d'un grand État pluri-ethnique. Il a également noté sa prospérité, ayant « une chaîne ininterrompue de villages et une bande continue de terres cultivées ». Le roi au pouvoir, à cette époque, était Eusebius. Son neveu Stephanos lui succède à sa mort. Un autre roi de cette époque avait pour nom David, il est connu par une pierre tombale à Soba. Son règne est daté, de manière assez large, des IXe ou Xe siècle.
Abū al-Makārim a été le dernier historien à décrire l'Alodie en détail. Le pays était encore décrit comme un grand royaume chrétien abritant environ 400 églises. Selon son rapport, une église particulièrement grande et finement construite se trouverait à Soba, elle aurait porté le nom d'« église de Manbali ». Deux rois, Basile et Paul, sont mentionnés dans des textes arabes du XIIe siècle retrouvés à Qasr Ibrim.

### Déclin, fragmentation et chute
Les fouilles archéologiques sur le site de Soba suggèrent un déclin de la ville, et donc probablement du royaume d'Alodie, à partir du XIIe siècle. Ainsi, aucune poterie ou verrerie postérieure au XIIIe siècle n'a été identifiée à Soba. Apparemment, deux églises ont été détruites au XIIIe siècle, bien qu'elles aient été reconstruites peu de temps après. Il a été suggéré que l'Alodie aurait été attaquée par un peuple africain, peut-être nilotique, originaire de la région frontalière du Soudan et du Sud-Soudan modernes, le long du fleuve Bahr el-Ghazal. Selon le géographe Ibn Sa'id al-Maghribi, ils ont attaqué la Nubie en 1220. À la fin du XIIIe siècle, une autre invasion par un peuple non spécifié du sud a eu lieu. À la même époque, le poète al-Harrani écrivait que la capitale du royaume d'Alodie s'appelait maintenant Waylula, qualifiée de « très grande » et « construite sur la rive ouest du Nil ». Au début du XIVe siècle, le géographe Shamsaddin al-Dimashqi écrivit que la capitale était un lieu nommé Kusha, situé loin du Nil, où l'eau devait être obtenue par des puits.
Des facteurs économiques semblent également avoir joué un rôle dans le déclin d'Alodia. Du Xe au XIIe siècle, la côte est-africaine a vu l'émergence de nouvelles villes marchandes telles que Kilwa. Ces villes étaient des concurrents directs du royaume, du fait qu'ils exportaient des marchandises similaires. Une sévère période de sécheresse survenue en Afrique subsaharienne entre 1150 et 1500 aurait également pu affecter l'économie nubienne.
En 1276, l'al-Abwab, la province la plus septentrionale d'Alodie, est décrite comme un royaume indépendant régnant sur de vastes territoires. Les circonstances précises de sa sécession et de ses relations avec Alodia sont inconnues. D'après des découvertes céramiques, le royaume d'Al-Abwab a continué à prospérer jusqu'au XVe voire XVIe siècle. En 1286, un prince mamelouk a envoyé des messagers à plusieurs dirigeants du centre du Soudan, ce qui pourrait impliquer une fragmentation du royaume d'Alodie en plusieurs petits États à la fin du XIIIe siècle.
Aux XIVe et XVe siècles, une grande partie de l'actuel Soudan est envahie par les tribus arabes. La première migration arabe enregistrée en Nubie date de 1324. C’est la désintégration de la Makurie à la fin du XIVe siècle qui, selon l’archéologue William Y. Adams, a provoqué la « rupture du barrage ». L'Alodie, en particulier la Butana et la Gezira, était la cible des Arabes qui vivaient depuis longtemps parmi les Beja dans le désert oriental. Initialement, le royaume était en mesure d'exercer son autorité sur certains des groupes arabes nouvellement arrivés, les obligeant à rendre hommage. La situation devint de plus en plus précaire à mesure de l'arrivée de nouveaux groupes. Vers la seconde moitié du XVe siècle, les Arabes s'étaient installés dans toute la vallée du Nil, dans le centre du Soudan, à l'exception de la région autour de Soba. En 1474, les Arabes ont fondé la ville d'Arbaji sur le Nil Bleu. Elle allait rapidement devenir un important centre de commerce et d'apprentissage islamique. Vers 1500 environ, les Nubiens étaient dans un état de fragmentation politique totale. L'archéologie atteste que Soba était en grande partie ruiné à cette époque.
Selon plusieurs traditions, le royaume nubien est définitivement détruit par une alliance entre des tribus arabes commandées par Abdallah Jammah et les Founji du roi Amara Dunqas. Ces événements, dont la succession est mal assurée, datent de la fin du XVe siècle et des premières années du XVIe siècle. La zone passe ensuite sous le contrôle du sultanat Funj de Sennar.

### Dirigeants
Les familles royales d'Alodie et de Makurie avaient des relations étroites entre elles. Il est possible que le trône soit fréquemment passé à un roi dont le père était de la famille royale de l'autre État. Selon le nubiologue Włodzimierz Godlewski, c'est sous le roi Merkurios, du royaume de Makurie, au début du VIIIe siècle, que les deux royaumes ont commencé à se rapprocher. Le roi Mouses Georgios, connu pour avoir régné sur le royaume de Makurie dans la seconde moitié du XIIe siècle, a très probablement dirigé les deux royaumes par le biais d'une union personnelle. Considérant que dans son titre royal (« roi des Arouades et des Makuritai »), l'Alodie est mentionné avant la Makurie, il aurait pu être initialement un roi alodien.
- Eusebius Gurdjuh (v. 943 - 958)
- Stéphane (v. 958 - 969)
- Ador (v. 1270)
- Abdullah Jamma le producteur (v. 1480 - 1504)

Annexé par le sultanat de Sennar après 1504.